# Алекса Демі
Алекса Демі (англ. Alexa Demie; нар. 11 грудня 1990) — американська акторка й співачка.

## Ранні роки
Алекса Демі народилася в Лос-Анджелесі, Каліфорнія, в сім'ї візажистки Роуз Мендес, що має мексиканське походження, і Скотта Вілсона Вейнерстрома, прийомного сина учасника групи The Beach Boys Денніса Вілсона. Алекса виросла в Етвотер Віллідж і з восьмирічного віку виховувалась, головним чином, матір'ю, але намагалася підтримувати добрі стосунки і з батьком. У 2019 році вона офіційно змінила ім'я з Алекса Демі Вілсон Вейнерстром на Алекса Демі.

## Кар'єра
Демі дебютувала як актриса у 2015 році, знявшись у короткометражному фільмі «Майлз». Також вона з'являлася в епізодах таких серіалів, як Рей Донован, Любов і ОА.
В 2018 Демі знялася у фільмі «Середина 90-х», а в 2019 році зіграла роль Алексіс у фільмі «Хвилі». У 2019 році вона отримала роль Медді Перес у серіалі «Ейфорія».

## Фільмографія
| Рік  |    | Українська назва | Оригінальна назва | Роль             |
| ---- | -- | ---------------- | ----------------- | ---------------- |
| 2015 | кф | Майлз            | Miles             | Сара             |
| 2016 | с  | Рей Донован      | Ray Donovan       | Шейрі            |
| 2017 | ф  | Ведмідь Брігсбі  | Brigsby Bear      | Мерідет          |
| 2017 | кф | —                | To the Moon       | Вірджинія Доусен |
| 2018 | с  | Любов            | Love              | Марина           |
| 2018 | ф  | Середина 90-х    | Mid ’90s          | Есті             |
| 2019 | с  | ОА               | The OA            | Інгрід           |
| 2019 | с  | Ейфорія          | Euphoria          | Медді Перес      |
| 2019 | ф  | Хвилі            | Waves             | Алексіс Лопес    |
| 2020 | ф  | Мейнстрім        | Mainstream        | Ізабель Робертс  |
| 2023 | ф  | Ідол             | The Idol          | епізод           |